# Dekanat Brzostowica Wielka
Dekanat Brzostowica Wielka – jeden z 16 dekanatów diecezji grodzieńskiej na Białorusi. W jego skład wchodzi 6 parafii. 

## Lista parafii
| Lp. | Miejscowość / parafia                                                           | Proboszcz / administrator | Kościół                                                                              | Zdjęcie |
| --- | ------------------------------------------------------------------------------- | ------------------------- | ------------------------------------------------------------------------------------ | ------- |
| 1   | Brzostowica Mała Parafia św. Antoniego z Padwy                                  | ks. Andrzej Kozłowski     | Kościół św. Antoniego z Padwy w Brzostowicy Małej                                    |         |
| 2   | Brzostowica Wielka Parafia Przemienienia Pańskiego                              | o. Waldemar Słota CSsR    | Kościół Przemienienia Pańskiego w Brzostowicy Wielkiej                               |         |
| 3   | Makarowce (Usnarz) Parafia Podwyższenia Krzyża Świętego                         | ks. Paweł Białonos        | Kościół Podwyższenia Krzyża Świętego w Makarowcach                                   |         |
| 4   | Świsłocz Parafia św. Franciszka z Asyżu                                         |                           | Kościół św. Franciszka z Asyżu w Świsłoczy                                           |         |
| 5   | Wielkie Ejsmonty Parafia Imienia Najświętszej Maryi Panny i św. Jana Nepomucena |                           | Kościół Imienia Najświętszej Maryi Panny i św. Jana Nepomucena w Wielkich Ejsmontach |         |
| 6   | Zaniewicze (Litwinka) Parafia Najświętszego Serca Pana Jezusa i św. Jozafata    |                           | Kościół Najświętszego Serca Pana Jezusa w Zaniewiczach                               |         |